# Embia gromieri
Embia gromieri is een insectensoort uit de familie Embiidae, die tot de orde webspinners (Embioptera) behoort. De soort komt voor in Guinee.
Embia gromieri is voor het eerst wetenschappelijk beschreven door Navás in 1934.